# 椿鬼奴
椿 鬼奴（つばき おにやっこ、1972年（昭和47年）4月15日 - ）は、日本のお笑いタレント、女優。吉本興業所属（東京吉本）。東京NSC4期生（夜クラス）卒業。本名は佐藤 雅代（さとう まさよ、旧姓：宮崎） 。
夫はお笑いトリオ・グランジの佐藤大。

## 来歴

### 生い立ちからデビューまで
東京都千代田区生まれ。渋谷区代官山町の裕福な家庭で育つ。
桐蔭学園中学校・高等学校に入学した。弓道部に所属し、高校1年のときは神奈川県大会で優勝するなど各種大会で優秀な成績を収めている。中高時代は、6年間全く勉強せず、大学受験間近の時期でもbe動詞すらも分からない状態であったため、20校以上受験したが全て不合格であった。両親からは大学だけは行ってほしいと懇願され、予備校に通い一浪の末に清泉女子大学に進学した。学生時代アメリカ・ロサンゼルスにホームステイした経験がある。ヘヴィメタルを中心とした洋楽を好むようになる。
鉄鋼会社勤務の父親が株式投資を始め、バブル時代は株の儲けで特に裕福に暮らすことができたが、バブル崩壊後に父親は株で大損し、借金返済のため自宅マンションを売却した。その後両親は離婚し、20歳のときに母親と弟と共に家を出て3人で日吉に引っ越した。アルバイトをしながら大学を卒業し、就職活動はせず1か月無職で過ごすが、友人の誘いによりインターネットカフェでの2年間のアルバイトを経て、ペットフード輸入販売会社の社長の娘である友人の誘いで就職しOLになった。
OLとして働いていた時期に「OL生活に彩りを」と思い、フィットネスクラブや英会話スクールに通っていた。それらに飽きた頃、前述の友人が雑誌『ケイコとマナブ』に載っていた吉本興業の芸人養成所を偶然見つけ、勧められたことをきっかけに芸人に興味をもつ。最初は「お稽古ごと感覚」で東京NSC4期生に入学したが、NSC在籍中に勤めていたペットフードの会社が倒産したため、芸人を本格的に志すことになった。26歳でデビューした。

### 芸能活動
デビュー当時はお笑いコンビ「金星ゴールドスターズ」を結成し活動していた。
キュートンとして活動する上で通り名をつけることとなり、最終候補「鬼」と「泥」のうち、「泥」は濁音が先頭にあるのが気に入らなかったため「鬼」を選んだ。
2005年には、M-1グランプリに出場するために増谷キートンとのコンビ『BODY』を結成する。2006年度、2007年度は準決勝まで進出している。増谷とBODYを組むとき、○○BODYと名乗るために再び本名を公開した。また、くまだまさしと一緒に『熊田まさしまさよ』としてM-1グランプリに出場した経験もある
芸人としての活動以外にも芸能活動の幅を広げ、2010年8月9日発売の週刊誌『週刊ポスト』ではグラビアページを飾った。また、2012年9月にはテレビドラマ『赤い糸の女』に準レギュラー出演し、難役を演じた。
2004年に結成した音楽グループ「金星ダイヤモンド」では、フロントマンを務めるほか、すべての曲の作詞を担当している。ドラムは元レベッカのギタリスト友森昭一が担当している。
2012年より、椿鬼奴、レイザーラモンRG、藤井隆の3人で、好きな洋楽をカラオケで歌うだけのイベント「Like a Record round! round! round!」を随時開催している。2014年には、藤井が主宰する音楽レーベル「SLENDERIE RECORDS」所属のユニットとして（ユニット名はイベント名と同名）、KOJI1200（今田耕司）の「ナウ ロマンティック」のカバーや、オリジナル曲「kappo!」をリリースしている。
2015年5月29日、『徹子の部屋』に和服姿で初出演し、「録画している番組はほとんど『徹子の部屋』」であるほど番組の大ファンであると明かして感涙した。

## 芸風
ショートボブに眉頭を鼻筋まで延ばしたような独特のメイクに、黒のミニワンピース、肩からは黒い羽のストールという衣装で、ハスキーボイスから繰り出す「セクシー講座」なる漫談を得意とする。「セクシーその1!」から始まる振り付けつきの「セクシーの秘訣（いわく108あるとのこと）」を展開する。「好きなもの? 男のワガママかな」が決めゼリフである。この格好は映画・『シカゴ』のキャサリン・ゼタ＝ジョーンズをイメージしているという。
また、桃井かおり、上沼恵美子、真矢みき、杏子、八代亜紀、中森明菜、氷川きよし、桑田佳祐、森進一、世良公則、アントニオ猪木、山尾志桜里、葛城ユキなどの物真似を持ちネタとしている。
2015年3月以降は、ドラマJIN-仁-の中谷美紀演じる野風の物真似をすることがある。
お笑い芸人ユニットキュートンとしても活動する。音楽ユニットMAXの振りマネ（通称：鬼MAX）を4人分こなしている。
自分のトークの途中に巧みに話の内容をそらしていく「奴のすり替え」という技を持つ。

## 私生活
両親の離婚により渋谷区代官山町から神奈川県に引っ越し、2007年頃まで母弟と3人で日吉 (横浜市)やあざみ野の団地に、弟が自立した後は母と2人で川崎市（武蔵小杉）の木造アパートに住んでいたが、2010年に念願のマンションに引越しした。
無類のパチンコ好きであり、休日はパチンコ屋に入り浸っている。他には酒とチーズが好きで、塩をつまみにして飲むほどである。本人曰く「24歳のときに突然喉が開いて、それからビールが美味しく感じるようになった」。特徴の一つであるハスキーボイスは「酒焼け」によるもので、昔は女性らしい高い声だったとのこと。喫煙者であったが、現在は禁煙をしている。
下ネタが大の苦手で、下ネタを言われると引いたような顔で硬直する。しかしある日、下ネタを強要され苦し紛れに「バイブ捕物帳」と発言した。
特技はウクレレで、ウクレレを激しく掻き鳴らしながらエアロスミスやホイットニー・ヒューストンの曲を熱唱するというネタを披露することもある。カラオケの十八番はボン・ジョヴィで、特に「You Give Love a Bad Name」がお気に入りという。また東方神起や漫画『鋼の錬金術師』のファンでもある。
ネタ以外のときは「いつバブルが来てもいいように」とソバージュヘアーにしているが、薄毛で悩んでおり、毎日ゴマを食べたり、ゴマ油を頭皮に塗るなど（ゴマ油マッサージ）自己流のケアをしている。
2014年11月10日、お笑いトリオ「グランジ」の佐藤大と交際し、同棲していることが報道された。2015年3月25日、同棲中であった椿鬼奴に『なら婚』企画内でプロポーズし婚約したと報道された。そして、2015年5月3日、東京都内の区役所に婚姻届を出したと所属事務所が同日発表した。

## エピソード
大学の頃、国語の教育実習を受けたが、教員免許については「（教員免許の）取り方が解らなかった」ため、そのまま放置状態で取得していない。実習時に担当した生徒から「左利きですか?」と質問されたことがある。黒板に書いた字が汚く、「本当は左利きなのに、自分達のことを考えて右手で字を書いたのではないか」と思われたらしい。また、生徒からの「今幸せですか?」という質問には「答えることができなかった」という。
いわゆる「早書き」が得意で、CM等で気に入ったフレーズをその場でメモし、物真似のネタにすることがある。
同じ女芸人のオアシズ、森三中らと仲が良い。
マクドナルドでアルバイトしていたこともあり、一時期スイングマネージャー（時間帯責任者）も担当していた。
カリカ家城主催の劇団・劇団乙女少年団によく出演する。また、ロンドンハーツのラブマゲドンで家城と共演した際、家城は第一指名で鬼奴を選び、鬼奴も家城を選びカップル成立した。鬼奴が家城を選んだのは、家城が「8年前からずっと『キレイだね』と言ってくれていた」ことが理由だと述べている。
好きな男性のタイプについては、「顔の好みは元・巨人の山倉さん」と述べている。芸人ではBコースのハブを恋愛対象として見ているが、取りあってくれないという。2002年頃、一時婚約までに至った男性がいたが、「（自分の家の）トイレットペーパー代を払え」と発言され、最終的には婚約破棄した。高級自転車を2台持っていた男性であったが、そのセコさに辟易したことが原因である。加藤雅也や前述の山倉のように、「目の下にクマがある」男性がタイプである。
『アメトーーク!』で「炊飯器を持っていない」（炊飯器があった所には、タウンページが置かれている）と発言したことが有名になり、多数のファンから炊飯器が送られ困惑している。持っていた炊飯器は弟に譲ってしまい、酒を飲むため米はほとんど食さず、母親が勤務先で食する弁当のご飯を持ち帰り冷凍保存し時折解凍して食するため、米を炊く必要はないという。
芸人達から歳上、歳下関わらず「奴さん」や「奴姐さん」と呼ばれている。先輩であるダウンタウンの松本人志からもそう呼ばれていた。

## 親族
NHK『ファミリーヒストリー』の調査によると、椿鬼奴の5代前にあたる井上家の初代・嘉助（伊勢松坂の出身）は、大阪の墨問屋の大番頭だった。祖父は大阪市西区出身で、京都帝国大学経済学部を卒業した弁護士の宮崎武吉（旧姓・井上）。祖父の弟はクレパス本舗桜商会技術顧問の井上源治郎。父は鉄鋼関係の商社の営業マン。

## 出演

### バラエティ
現在のレギュラー番組
- スロパチTV （2022年1月3日 - 、テレビ神奈川 / テレビ埼玉）
- 鬼奴&RGの歌謡スナック 想ひ出（2023年3月11日 - 、BSよしもと）

過去の出演番組
- わらいのじかん (テレビ朝日)金星ゴールドスターズとして出演
- 学校へ行こう!（TBSテレビ）番組内のコーナー「クラブパイレーツ」に椎名林檎の海賊版として出演
- キャナガワ（テレビ神奈川）準レギュラー - 2005年1月、MVPを獲得。
- Goro's Bar（TBSテレビ）（ - 2009年3月）準レギュラー
- うたばん（TBSテレビ）不定期出演
- ピエール靖子（2007年、テレビ大阪）レギュラー
- 笑いの金メダル（ - 2007年6月、朝日放送） 4回出演
- エンタの神様（日本テレビ）キャッチコピーは「五番街のセクシー魔術」
- ワイ!ワイ!ワイ!（- 2004年9月、ヨシモトファンダンゴTV）1期アシスタント
- インパクト!（2006年4月 - 2006年9月、フジテレビ）#1、#6、#19に出演
- お笑いメリーゴーランド（TBSテレビ）森三中黒沢かずこチームとして出演
- 虎の門（2008年6月7日、テレビ朝日）「あの人ならこんなこと言いそうだな選手権」、上沼恵美子の物真似を演じ、優勝に選ばれた。
- オッチモ!・史上最大の一発ギャグ祭り!大秒殺 No.1ギャガー決定戦（2008年9月2日、関西テレビ）
- ダウンタウンのガキの使いやあらへんで!!（日本テレビ）2008年9月28日「山崎歌劇団」、2009年5月17日「ハイテンション ザ・ベストテン」、2010年1月24日「山-1グランプリ」、2011年12月31日｢笑ってはいけないシリーズ・笑ってはいけない空港（エアポート）24時｣
- あらびき団（2009年、TBSテレビ）※キュートンとして
- 音の素（2009年4月 - 2011年4月、読売テレビ）レギュラー
- ロンドンハーツ（2009年6月22日・2010年3月9日、テレビ朝日）「イケメン博」「べっぴん★モーニング」
- アリケン（2009年7月25日・8月1日・2009年12月26日・2010年1月23日・30日・3月27日・4月17日・8月21日、テレビ東京）
- リンカーン（2010年1月19日 - 2月2日、TBSテレビ）
- ピラメキーノG（2010年、テレビ東京）※番組内で椿いぬ奴姉さんと言う名前でコーナーを担当。
- ノリで行こう!!名古屋版（2012年10月 - 2015年9月、中京テレビ）
- PON!（2013年4月5日 - 、日本テレビ） - 火曜日コメンテーターとしてレギュラー出演。
- 世界の果てまでイッテQ!（日本テレビ） - イッテQ!温泉同好会のメンバーとして準レギュラー出演。
- 旅ずきんちゃん 〜全日本のほほ〜ん女子会〜（中部日本放送）
- 水曜深夜はPSパチとも!いいじゃんか!（2013年、テレビ東京） - レイザーラモンRGと共に司会担当。
- NMB48山本彩のM-姉 〜ミュージックお姉さん〜（2013年11月30日 - 、スペースシャワーTVプラス）
- 椿鬼奴のいるライブハウス（2015年1月 - 、BSフジ）
- 有吉の壁（2017年4月16日・12月29日・2020年8月26日・9月30日・10月14日・11月4日・18日・12月9日・30日・2021年1月20日・2月24日・3月3日・6月9日・23日・7月21日・28日・8月22日・9月1日、日本テレビ）
- スロパチTV（2022年1月3日 - 、テレビ神奈川 / テレビ埼玉）

### テレビドラマ
- 赤い糸の女（2012年、東海テレビ） - 谷厚子 役
- たべるダケ 第7話（2013年、テレビ東京） - 中華料理店の女将 役
- 結婚に一番近くて遠い女（2015年、日本テレビ）
- 突然ですが、明日結婚します（2017年、フジテレビ） - 留守香奈 役
- お前はまだグンマを知らない（2017年、日本テレビ） - 近藤の妻 役
- 新春ドラマスペシャル 娘の結婚（2018年1月8日、テレビ東京） - 中年の女性 役
- 家政夫のミタゾノ（2018年、テレビ朝日） - 平野らむ 役
- よつば銀行 原島浩美がモノ申す!〜この女に賭けろ〜 第4話（2019年2月11日、テレビ東京） - 吉田友貴菜 役
- さすらい温泉♨遠藤憲一 第6話（2019年2月21日、テレビ東京） - 瑠美 役
- グランメゾン東京 第3話・最終話（2019年11月3日・12月29日、TBSテレビ） - 峰岸春代 役[54]
- シロでもクロでもない世界で、パンダは笑う。（2020年1月12日 - 3月15日、読売テレビ） - 加賀佳恵 役
- #コールドゲーム（2021年6月6日 - 7月24日、東海テレビ・フジテレビ） - 福山良子 役[55]
- 真犯人フラグ 第11話・第12話・第14話・第15話・第17話・18話・最終話（2022年1月 - 3月、日本テレビ） - たまるよしこ 役
- 桃色探訪〜伝説の風俗〜（2022年5月29日、チャンネルNECO） - スナックのママ 役
- 日曜の夜ぐらいは…（2023年4月30日 - 7月2日、朝日放送テレビ・テレビ朝日） - 宝くじ売り場の店員 役
- 警視庁・捜査一課長スペシャル（2024年4月18日、テレビ朝日） - 杉田琴音 役[56]
- ミス・ターゲット 第3話（2024年5月5日、朝日放送テレビ・テレビ朝日） - 司会者 役[57]

### その他のテレビ番組
- あさイチ（2021年12月9日、NHK総合） 博多華丸・大吉、鈴木奈穂子アナウンサー、三上弥アナウンサー等とゲストとして共演
- ファミリーヒストリー（2024年11月4日、NHK総合）今田耕司、寺門亜衣子アナウンサー

### 配信ドラマ
- グラグラメゾン♥東京 ～平古祥平の揺れる思い～ 最終話（2019年12月30日、Paravi） - 峰岸春代 役

### インターネット番組
- 鬼奴＆大ぱちぱち夫婦（2017年11月9日 - 2020年10月22日、Youtube「KYORAKU CHANNE」）
- 家-1グランプリ2020〜お笑い自宅芸No.1決定戦〜（2020年5月3日、AbemaTV） - 決勝進出者　※グランジ佐藤のコンビ[58]
- HITOSHI MATSUMOTO presents ドキュメンタル（2021年、Amazonプライム・ビデオ） - シーズン9出演
- みんなのパチンコフェスONLINE 28時間真夏のパチンコ頂上決戦（2021年8月13日 - 14日、Twitter・Youtube（日本遊技機工業組合）） - 赤組キャプテン[59]
  - みんなのパチンコフェスONLINE2022〜秋のパチンコ頂上決戦!3DAYS 〜（2022年11月11日 - 13日、Twitter・Youtube） - 赤組キャプテン

### 映画
- クロサワ映画（2010年） - 本人出演
- 大奥〜永遠〜［右衛門佐・綱吉篇］（2012年）二の姫 役
- ビッチ（2013年） - 主演
- fuji_jukai.mov（フジジュカイ ドット エムオーブイ）（2016年9月30日、吉本興業）[60]
- 劇場版 ウルトラマンオーブ 絆の力、おかりします!（2017年） - ムルナウ 役
- 凜-りん-（2019年）
- 平場の月（2025年公開予定） - 安西知恵 役[61]

### 吹替え
- ゴーストバスターズ（2016年） - ホテルのフロント係 役[62]

### 劇場アニメ
- クレヨンしんちゃん 超時空!嵐を呼ぶオラの花嫁（2010年） - 花嫁（希望）軍団G椿 役

### 舞台
- さがり（2016年11月 - 12月、神保町花月） - さくら 役[63]
- ロックの女（2018年8月 - 9月、赤坂RED/THEATER）
- 明治座の変～麒麟にの・る（2019年12月28日 - 31日、明治座） - 帰蝶 役[64]

### ミュージック・ビデオ
- 音速ライン「夏色の風」（2010年）
- GILLE「Butterfly」（2012年）
- 杏子「恋するBAILA BAILA」（2014年）

### CM
- アンファー 薬用ヘアケア スカルプDボーテ（2011年6月 - ） - 藤本美貴、RIKACOと共演
- 日本コカ・コーラ ジョージア エメラルドマウンテンブレンドカフェオレ（2011年10月 - ） - 友近、山田菜々（当時NMB48）と共演
- サントリー BOSS レインボーマウンテンブレンド（2015年）[65]
- 東京ガス「バーバースガ・まとめて」篇（2016年）[66]
- 広島県「女性の働く一歩応援キャンペーン」（2016年） - キャンペーンサポーター [67]
- モンスターストライク 『幽☆遊☆白書』コラボ企画（2016年）[68]
- 花王 ブローネ ワンプッシュカラー「お金がもったいない」篇・「根元が気になる」篇（2017年4月 - ） - 室井佑月、ミッツ・マングローブと競演[69]
- エーザイ「ナボリンS」（2018年-）
- みすず学苑（2024年）

## 作品

### アルバム
| 通算 | 発売日        | タイトル | 順位 | 規格品番   | 備考                                                                |
| ---- | ------------- | -------- | ---- | ---------- | ------------------------------------------------------------------- |
| 1st  | 2018年9月12日 | IVKI     | 84   | YRCN-95299 | SLENDERIE RECORD 架空アニメ「超空のギンガイアン」主題歌、劇中歌集。 |